# Побєда (Шегарський район)
Побє́да (рос. Победа) — селище (в минулому село) у складі Шегарського району Томської області, Росія. Адміністративний центр Побєдинського сільського поселення.

## Населення
Населення — 2068 осіб (2010; 2075 у 2002).
Національний склад (станом на 2002 рік):
- росіяни — 94 %